# Ctenomys yolandae
Espèce
Statut de conservation UICN

 DD  : Données insuffisantes
Ctenomys yolandae est une espèce de rongeurs de la famille des Ctenomyidae. Comme les autres membres du genre Ctenomys, appelés localement des tuco-tucos, c'est un petit mammifère d'Amérique du Sud bâti pour creuser des terriers. Ce rongeur est endémique d'Argentine, où il est considéré par l'UICN comme étant peut-être menacé.
L'espèce a été décrite pour la première fois en 1984 par les zoologistes argentins Julio Rafael Contreras et Licia Mónica Berry.

## Distribution
Cette espèce est endémique de la province de Santa Fe en Argentine. Elle se rencontre le long du Río Paraná et du Río San Javier (es).

## Étymologie
Cette espèce est nommée en l'honneur de Yolanda Davis[Qui ?].

## Publication originale
- (es) Contreras & Berry, 1984 : Una nueva especie del género Ctenomys procedente de la provincia de Santa Fe (Rodentia: Ctenomyidae). VII. Jornadas Argentinas Zoología, Mar del Plata, p. 75.